# 朱雀門 (映画)
『朱雀門』（しゅじゃくもん）は、1957年に公開された森一生監督の日本映画。
朝日新聞に連載された川口松太郎の小説『皇女和の宮』が原作。
1957年のアジア太平洋映画祭で、作品部門最高賞とスタッフ部門撮影賞を受賞した。
また、1957年の第12回毎日映画コンクールでもスタッフ部門色彩技術賞を受賞した。

## スタッフ
以下のスタッフ名は特に記載がない限りKINENOTEに従った。
- 監督 - 森一生
- 脚色 - 八尋不二
- 原作 - 川口松太郎
- 企画 - 辻久一
- 製作 - 永田雅一
- 撮影 - 宮川一夫
- 美術 - 西岡善信
- 音楽 - 斎藤一郎
- 録音 - 大角正夫
- 照明 - 中岡源権
- 編集 - 宮田味津三[5][6]

## キャスト
以下の出演者名と役名は特に記載がない限りKINENOTEに従った。
- 若尾文子 - 和の宮（和宮親子内親王）
- 八代目 市川雷蔵 - 有栖川熾仁（有栖川宮熾仁親王[5]（帥の宮））
- 山本富士子 - 夕秀（和の宮の侍女）
- 夏目俊二 - 孝明天皇
- 三宅邦子 - 経子（和の宮の母）
- 東野英治郎 - 態の倉友房（夕秀の父・陰陽師）
- 小沢栄 - 岩倉具視（議奏）
- 舟木洋一 - 徳川家茂（14代将軍）
- 細川俊夫 - 徳川慶喜（15代将軍）
- 三島雅夫 - 酒井忠義（京都所司代）
- 毛利菊枝 - 本寿院（13代将軍（徳川家定）の母）
- 橘公子 - 織子（帥の宮の乳母）
- 十朱久雄 - 九条尚忠（関白）
- 柳永二郎 - 竜安（夕秀の実父）
- 滝花久子 - 天璋院（13代将軍未亡人）
- 原聖四郎 - 大村益次郎（総督府参謀）
- 香川良介 - 橋本実久（和の宮の祖父）
- 万代峰子 - おふじ（和の宮の乳人）
- 松浦築枝 - 実成院（家茂の実母）
- 荒木忍 - 久世広周（老中）
- 南部彰三 - 安藤信睦（老中）
- 東良之助 - 橋本家の家従
- 水野浩 -  大宮（帥の宮の父）
- 横山文彦 - 藤原忠香（右大臣）
- 玉置一恵 - 総督府参謀
- 浜田雄史 - 剣ヶ崎徳右衛門（伏見の酒造家）
- 上久保朗子 - 橋本家召使の小女
- 葉山富之輔 - 雲林院住職
- 芝田総二 - 熊倉家の取次
- 菊野昌代士 - 官兵一
- 安田祥郎 - 官兵二
- 大杉潤 - 官兵三
- 旗孝思 - お茶坊主甲
- 内海透 - お茶坊主乙
- 小林勝 - お茶坊主丙
- 武田竜 - 伝令
- 滝川潔 - 御所の侍甲
- 小南明 - 御所の侍乙
- 郷登志彦 - 総督府幕僚
- 高原朝子 - お局
- 種井信子 - 町の人甲
- 大国八郎 - 町の人乙
- 仲上小夜子 - 町の人丙

## 受賞
- 1957年 第4回アジア太平洋映画祭
  - 作品部門 最高賞 『朱雀門』[4]
  - スタッフ部門 撮影賞 宮川一夫 『朱雀門』[4]
  - 特別部門 ゴールデン・ハーベスト賞 市川雷蔵 『朱雀門』
- 1957年 第12回毎日映画コンクール スタッフ部門 色彩技術賞 『朱雀門』の宮川一夫を中心とする色彩技術関係者[7]